# Ренджі Томпсон
Ренджі Томпсон (англ. Rangi Thompson, 30 березня 1910 — 15 грудня 1971) — новозеландський академічний веслувальник.
Срібний призер Олімпійських Ігор 1932 року в складі розпашної двійки без стернового.
Срібний призер Ігор Співдружності 1930 року в складі вісімки, бронзовий призер 1938 року в складі вісімки.